# Хомичи (Рогачёвский район)
Хомичи (бел. Хамічы) — деревня в Запольском сельсовете Рогачёвского района Гомельской области Беларуси.

## География

### Расположение
В 9 км на северо-запад от районного центра и железнодорожной станции Рогачёв (на линии Могилёв — Жлобин), 130 км от Гомеля.

### Гидрография
На реке Добрица (приток реки Друть).

## Транспортная сеть
Транспортные связи по просёлочной, затем автомобильной дороге Бобруйск — Гомель. Планировка состоит из прямолинейной меридиональной улицы (вдоль реки), застроенной двусторонне деревянными усадьбами.

## История
Обнаруженное археологами городище племён милоградской и зарубинецкой культур, раннего железного века (в 1,5 км на север от деревни) свидетельствует о заселении этих мест с давних времён. По письменным источникам известна с XVII века как селение в Речицком повете Минского воеводства Великого княжества Литовского.
После 1-го раздела Речи Посполитой (1772 год) в составе Российской империи. В 1849 году 12 незаселённых участков. С 1880 года действовал хлебозапасный магазин. В 1881 году в Тихиничской волости Рогачёвского уезда Могилёвской губернии. В 1896 году жители оказали вооруженное сопротивление отряду полиции при проведении описи крестьянского имущества за долги помещику. С начала XX века действовали школа и мельница. В 1909 году в деревне 214 десятины земли.
В 1931 году жители вступили в колхоз. Во время Великой Отечественной войны в июне 1944 года оккупанты сожгли деревню и убили 17 жителей. 20 жителей погибли на фронте. 
23 июня 1944 года в первый день Белорусской стратегической наступательной операции под кодовым названием "Багратион" советские войска встретили в районе деревни Хомичи на высоте 146,8 тщательно подготовленный и оборудованный узел сопротивления немецко-фашистских захватчиков. Немцы создали здесь систему блиндажей и ДЗОТов, соединных между собой подземными скрытыми переходами. Всего в мощных укреплениях находилось до роты солдат вермахта. Узел сопротивления в тот же день был успешно ликвидирован огнемётчиками 3-го взвода 141-й отдельной Рогачёвской огнемётной роты. План операции тщательно подготовил командир взвода лейтенант Третьюхин А.Д. По команде взводного бойцы скрытно приблизились с разных сторон к выходам из опорного пункта и с предельно коротких дистанций одновременно открыли огонь из огнемётов. В результате было уничтожено свыше 50 солдат противника. В этой операции принимали участие огнемётчики ефрейторы Алёхин Н.И и Вотяков И.И., а также огнемётчики красноармейцы Болотов П.А., Грачёв П.С., Зайцев В.И., Юдин Н.В. и Яковлев Т.П. Погибли в бою красноармейцы Аникаев А.Д. и Лысуха П.Ф. Своими действиями огнемётчики способствовали началу успешного наступления на Бобруйск сил 269-й Рогачёвской стрелковой дивизии. Город Бобруйск был освобожден 29 июня 1944 года. Всего в результате этого наступления были окружены и разгромлены 6 немецких дивизий общей численностью до 40 тысяч солдат и офицеров.
Согласно переписи 1959 года в составе колхоза имени С. М. Кирова (центр — деревня Заполье).

## Население

### Численность
- 2004 год — 46 хозяйств, 82 жителя.

### Динамика
- 1849 год — 42 двора.
- 1881 год — 47 дворов, 416 жителей.
- 1925 год — 58 дворов.
- 1940 год — 94 двора, 470 жителей.
- 1959 год — 246 жителей (согласно переписи).
- 2004 год — 46 хозяйств, 82 жителя.